# Massimo Rivola
Massimo Rivola (Faenza, 7 dicembre 1971) è un dirigente sportivo italiano.

## Biografia
Dopo essersi laureato in Economia e Commercio all'Università di Bologna, inizia la carriera in Formula 1 presso l'ufficio marketing della Minardi  nel 1998, diventando responsabile sponsor nel 2000. Nel 2003 è prima promosso Team Manager e nel 2005 Direttore Sportivo e Team Manager  lavorando con piloti come Marc Gené, Fernando Alonso, Mark Webber, Jos Verstappen, Justin Wilson e tanti altri.
Dopo l'acquisizione Minardi da parte di Red Bull e conseguente ridenominazione in Toro Rosso, dal 2006 al 2008 continua a ricoprire il ruolo di Direttore Sportivo. Anche durante questa esperienza ha l’opportunità di lavorare con piloti di talento come Vitantonio Liuzzi e Sebastien Bourdais, ma la grande soddisfazione arriva al Gran Premio d'Italia 2008 a Monza, quando il team faentino ottiene la prima vittoria grazie a un giovane Sebastian Vettel.
Nel 2009 Stefano Domenicali lo chiama in Scuderia Ferrari per esserne il Direttore Sportivo, ruolo per altro prima ricoperto da lui stesso.
Inizia l'avventura con i piloti Felipe Massa e Kimi Räikkönen quest'ultimo poi sostituito nel 2010 da Fernando Alonso.
Rivola rimane in Ferrari per 10 anni continuando come Direttore Sportivo fino al 2015, diventando così il DS più longevo della storia Ferrari. In quegli anni lavora con campioni come Fernando Alonso e 2015 lavora di nuovo anche con Sebastian Vettel passato in rosso dalla Red Bull.
Nel 2016 viene messo a capo della Ferrari Driver Academy, posizione che ricopre per 3 anni contribuendo alla crescita di giovani come Antonio Fuoco, oggi pilota di punta del programma Ferrari Hypercar, Guanyu Zhou, pilota F1 Sauber Alfa Romeo, Callum Ilott, impegnato oggi in IndyCar, Robert Shwartzman, collaudatore F1 Ferrari, Giuliano Alesi, impegnato in Super Formula nonché di Marcus Armstrong ed Enzo Fittipaldi impegnati in F2. Nel 2016 contribuisce inoltre ad inserire Antonio Giovinazzi in Ferrari.
Durante quel periodo i piloti FDA vincono le varie categorie, F4, F3 ed F2 in particolare con il giovane Charles Leclerc, pupillo del compianto Jules Bianchi, primo pilota messo sotto contratto da Rivola nel 2009. Dopo 70 anni di storia, Leclerc è il primo pilota ad approdare in Scuderia Ferrari cresciuto internamente.
Raggiunto questo obiettivo, perseguito con grande determinazione anche per onorare il sogno dello scomparso Jules, Rivola decide di lasciare la Scuderia Ferrari per accettare la proposta del Gruppo Piaggio di ristrutturare Aprilia Racing, diventandone Amministratore Delegato.
Impegnata in MotoGP, Rivola trova nel 2019 una squadra formata dai piloti Aleix Espargarò e Andrea Iannone. Nel 2020 al posto di quest'ultimo, corre Bradley Smith sostituito poi da Lorenzo Savadori, fresco vincitore del campionato Italiano SBK.
Nel 2021, dopo il periodo Covid, Rivola convince il pilota Andrea Dovizioso a fare da collaudatore e riesce anche ad ingaggiare a sorpresa il pilota Maverick Vinales, reduce da un difficile momento con Yamaha. Aprilia Racing raggiunge il primo podio nella massima categoria al Gran Premio di Silverstone.
Nel 2022 inizia il percorso come Factory Team ed al Gran Premio di Argentina Espargarò vince la prima gara in MotoGP sia nella storia di Aprilia, sia per lo stesso pilota. Nello stesso anno, assieme al compagno Maverick Vinales, Aprilia Racing raccoglie ben 9 podi finendo terza nella classifica Costruttori.
Dall’arrivo di Rivola, contemporaneamente all’attività in MotoGP, Aprilia Racing inizia a creare moto e campionati per giovani ragazzi come la 250 Sport Production e il Trofeo 660.
Allo stesso tempo inizia la produzione di modelli speciali a tiratura limitata, come la RSV4X, la Tuono X e la XTrenta.
Oggi il valore del brand è aumentato più di 10 volte rispetto al 2019.